# (133537) Mariomotta
(133537) Mariomotta est un astéroïde de la ceinture principale.

## Description
(133537) Mariomotta est un astéroïde de la ceinture principale. Il fut découvert le 7 octobre 2003 à l'observatoire Schiaparelli par Luca Buzzi. Il présente une orbite caractérisée par un demi-grand axe de 2,36 UA, une excentricité de 0,09 et une inclinaison de 25,8° par rapport à l'écliptique.

## Compléments